# Concili de Constantinoble III
El tercer concili de Constantinoble va ser una reunió eclesiàstica convocada el 680 per Constantí IV per refutar el monotelisme. Posteriorment va remetre la polèmica sobre la natura i característiques de Crist i els concilis posteriors es van haver d'ocupar de qüestions teològiques diferents. Agató I, el Papa vigent, va aconseguir que els principals defensors de la doctrina herètica confessessin que s'havien basat en interpretacions personals de textos canònics o bé que rectifiquessin públicament.